# هارولد هيرش
هارولد هيرش (بالإنجليزية: Harold Hirsch)‏ هو محامي أمريكي، ولد في 19 أكتوبر 1881، وتوفي في 25 سبتمبر 1939.